# Léger (Casimir) de Rathsamhausen
Pour les articles homonymes, voir Léger.
Dom Léger de Rathsamhausen, de son nom civil Casimir-Frédéric de Rathsamhausen-Wibolsheim, né le 17 janvier 1698 à Muttersholtz et mort le 1er janvier 1786 à Guebwiller, est un ecclésiastique catholique français. Il est l'un des plus célèbres abbés de l'illustre abbaye impériale bénédictine de Murbach-Lure.

## Biographie

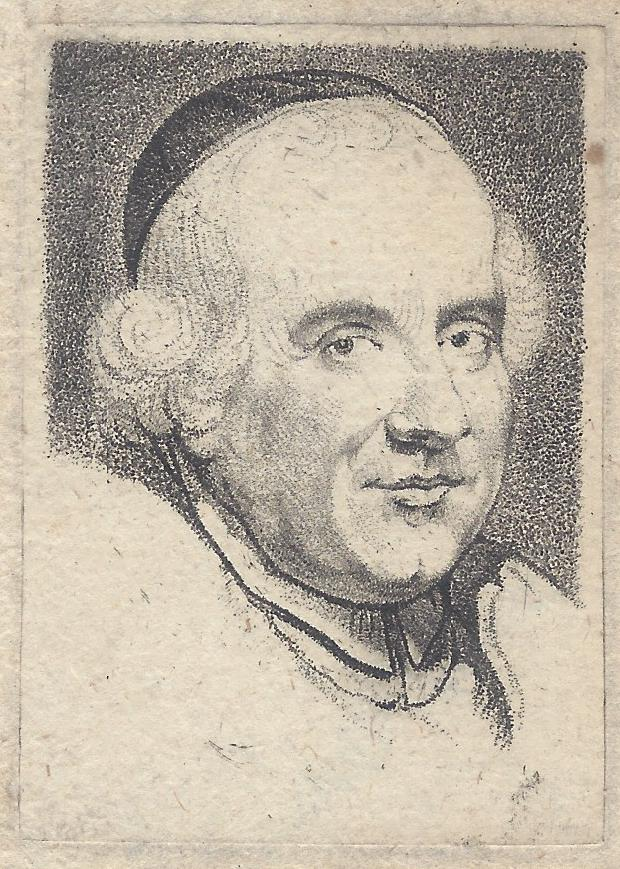
Léger de Rathsamhausen par Johann Gottlieb Prestel.

Né de l'union de Wolf-Dietrich de Rathsamhausen et de Frédérique-Dorothée de Schauenburg, Casimir-Frédéric entre en 1714 au sein de l'abbaye alsacienne de Murbach.
Il prononce ses vœux le 24 avril 1718 et prend le nom de Dom Léger. D'abord grand prieur de l'abbaye de Lure, il devient administrateur de l'abbaye de Murbach en 1736, à la suite de la démission du prince-abbé Dom Célestin de Beroldingen.
L'année suivante, François-Armand de Rohan-Soubise est désigné prince-abbé de Murbach et Dom Léger devient son coadjuteur.
Le cardinal de Rohan-Soubise décède le 28 juin 1756 et deux jours plus tard, Dom Léger lui succède officiellement.
C'est sous l'abbatiat de Léger de Rathsamhausen que l'abbaye de Murbach connaîtra de grands changements. En 1759, à sa demande, le Pape Clément XIII reconnaît officiellement le transfert de l'abbaye de Murbach à Guebwiller. En 1764, Clément XIII sécularise l'abbaye qui devient un chapitre de chanoines nobles. Dom Léger, comme tous les moines de l'abbaye est relevé de ses vœux et reprend son prénom de baptême. Il conserve toutefois le titre de prince du Saint Empire. 
L'abbatiat de Casimir de Rathsamhausen trouve son apogée en 1785 avec l'achèvement de l'imposante église collégiale Notre-Dame de Guebwiller, entourée d'un vaste complexe de maisons canoniales. 
Casimir-Frédéric de Rathsamhausen meurt le 1er janvier 1786. Le chapitre équestral de Guebwiller ne lui survivra que de quatre années.

## Sources
- (de) A. Gatrio, « Die Abtei Murbach im Elsass », Éditions Le Roux, Strasbourg 1895, Tome II